# 루이 암스트롱
루이 대니얼 암스트롱(영어: Louis Daniel Armstrong, 1901년 8월 4일 ~ 1971년 7월 6일)은 미국의 가수이자 재즈 음악가이다. 종종 트럼펫과 클라리넷을 연주하였다. 1971년 7월 6일에 심근 경색과 폐암 등의 합병증으로 사망하였다. 약 반세기에 걸쳐 연주 활동을 한 루이 암스트롱은 '새치모'(Satchmo)라는 애칭으로 불렸다.
13세 무렵부터 트럼펫(처음에는 코넷)을 배워, 1922년 시카고의 킹올리버 악단에 참가하였고 이후 많은 악단에서 연주 활동을 해왔다. 1925년 〈핫 파이브 세븐〉을 취입하고, 악단도 조직하였다. '핫 파이브'(Hot Five)의 이름으로 취입된 수십곡은 미국 재즈 사상 불멸의 명반으로 평가받는다. 재즈의 산 역사이자 증인이라 평가받는 루이 암스트롱은 1930년을 중심으로 한 몇 해 동안 절정기를 맞았다. 1932년 유럽 순회 공연을 하였으며 영국 국왕의 어전 연주를 하기도 했다. 1940년대에 작은 편성의 올스타즈를 만들었으며, 대전 후에도 세계 각지를 순회 공연하였고, 대한민국을 방문하기도 했다.
루이 암스트롱은 60세가 넘기까지 현역으로 활약하면서 영화에도 자주 출연하였다. 그는 담배를 즐겨 폈고, 와인 등의 주류도 곧잘 마셨는데 폐질환과 심근 경색 등으로 자주 고통을 받았지만, 은퇴하지 않고 계속 방송과 무대 공연에 나섰다.1971년 7월 6일 뉴욕 퀸스 자택에서 수면 도중 심장마비를 일으켜 71세의 나이로 사망하였다.
트럼펫 연주자 겸 가수였던 루이 암스트롱은 1927년 이후 스캣을 널리 보급하였다. 스캣은 타악기 리듬에 고정된 음절을 붙여 소리내는 서아프리카의 음악 관습을 그 원조로 삼고 있는 뜻이 없는 음절에 붙인 선율을 열정적으로 부르는 재즈의 즉흥 가창법이다. 일찍이 암스트롱은 가수의 흥을 돋궈주는 역할로서, 특히 블루스 가수 베시 스미스의 노래를 반주해주기 위해 리프(riff： 재즈에서 솔로에 맞추어 연주하는 즉흥적 성격의 짧은 기악 반주)를 연주했다. 그는 트럼펫 솔로의 놀라운 표현에 곁들여 소박하고 개성적인 노래도 부르는 독특한 연기력과 기교로 널리 알려졌다. 레퍼토리도 재즈에서 팝 음악에 이르기까지 폭이 넓으며, 음악 영화에도 토키 초기부터 수 없이 출연하였다. 그는 재즈 사상의 거인이며 희대의 솔리스트, 재즈 보컬리스트의 제1인자로 평가받는다.

## 어린 시절
루이 암스트롱 스스로는 1900년 7월 4일에 뉴올리언스에서 태어났다고 주장했지만, 재즈 역사학자인 사디어스 버놀 존스는 루이 암스트롱에 관한 자료를 연구하기 위해 뉴올리언스 침례교회의 세례 명부를 확인하던 중 출생확인서에서 암스트롱이 1901년 8월 4일에 태어났음을 밝혀냈다.

루이 암스트롱이 태어날 당시 그의 생부 윌리엄 암스트롱은 빈민가의 날품팔이 노동자였으며, 어머니 매리 앨버트는 16세가 채 되지 않은 미혼모였다. 아버지는 암스트롱이 걸음마를 익히기도 전에  다른 여자와 살림을 차려 떠났고, 어머니는 매춘을 생업으로 이어가며 아들의 양육을 책임져야만 했다. 암스트롱은 매춘굴에서 생활하며 석탄이나 폐품을 팔아 나르며 가계를 도왔다. 11살 때 학업을 그만두어야 했던 그는 또래 아이들을 모아 4중창단을 조직해 거리에서 노래를 부르며 동전을 모으는 활동을 시작했다. 그 무렵 이웃에 사는 리투아니아 출신 유대인 가족 카로노프스키 일가로부터 코넷을 선물 받았고, 그는 독학으로 코넷 연주를 익혔다.

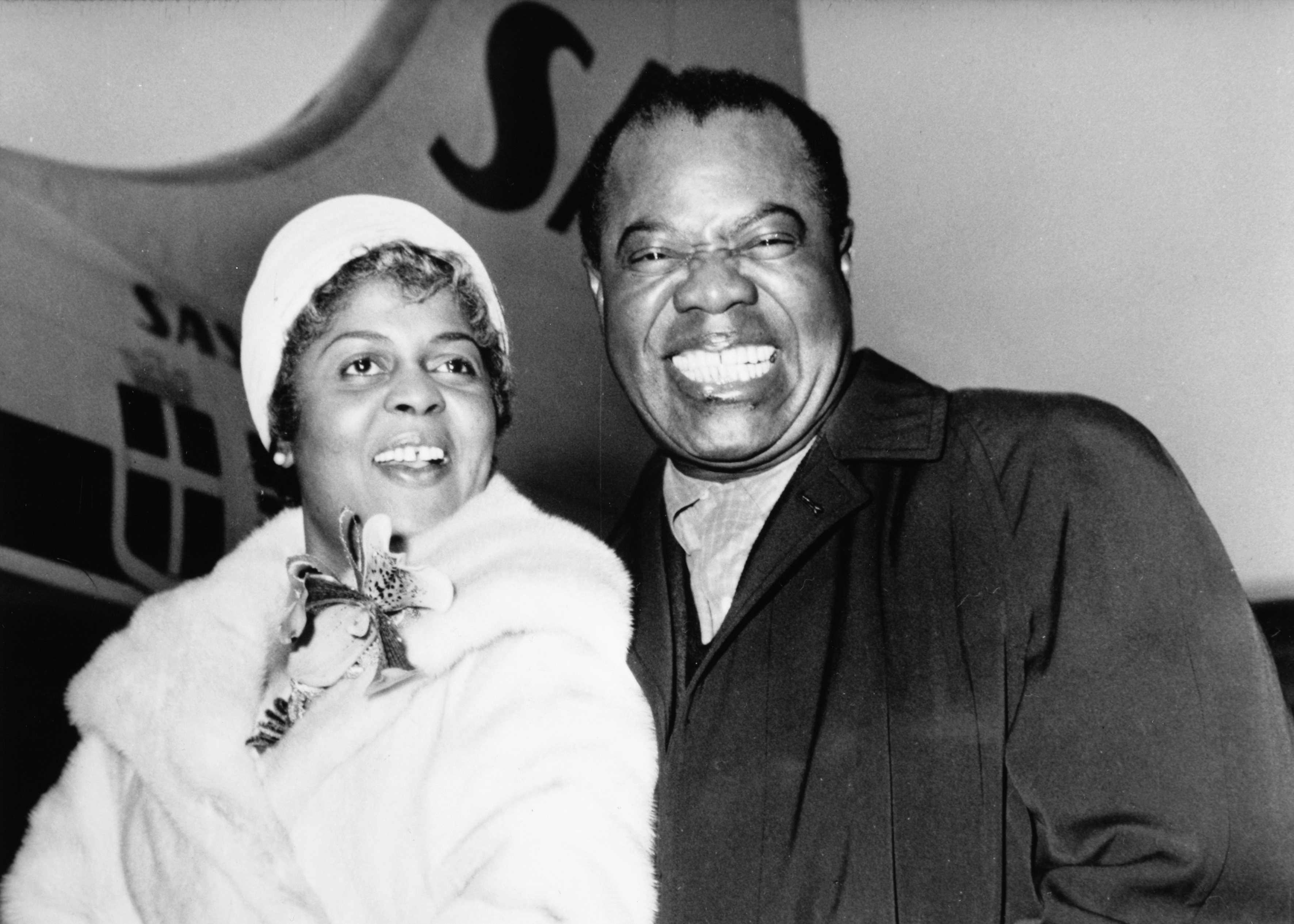
암스트롱과 부인 루실 윌슨 (1960년대)

힘든 환경에서도 밝게 성장했던 루이 암스트롱은 1913년의 마지막 날 밤, 의붓아버지의 권총을 공중에 쏘아대는 위험한 장난 때문에 18개월 동안 뉴올리언스의 흑인소년보호소의 감호를 받았다. 이곳 소년원은 그의 첫 번째 음악학교가 되었다. 소년원의 브라스 밴드 마스터였던 피터 데이비스로부터 기본적인 음악 교육을 받았고, 암스트롱은 가난과 범죄에 찌든 빈민가를 탈출하기 위해 코넷 연주자가 되기로 결심한다. 감호소에서 나온 이후에는 뉴올리언스 재즈의 거목 킹 올리버에게 음악을 배웠다. 1918년 17세의 어린 나이에 데이지 파커와  첫 번째 결혼을 한 루이 암스트롱은 뉴올리언스의 거리와 살롱에서 연주를 시작했다.

## 경력

### 1920년대
뉴올리언스 재즈 신의 거물이던 벙크 존슨, 키드 오리, 그리고 그의 오랜 음악적 영웅 킹 올리버와 협연할 수 있는 기회가 주어졌다. 그해 재즈의 중심지였던 뉴올리언스의 스토리빌(사창가)이 철거됨에 따라 새로운 시장을 찾아 시카고로 이동하게 된 킹 올리버는 루이 암스트롱과 키드 오리에게 자신의 밴드를 이양한다. 그 후 암스트롱은 오르간 연주자 페이트 마라블이 이끄는 밴드에 합류해 미시시피 강을 횡단하는 유람선 연주를 3년 동안 계속했다. 그는 유람선에서의 활동 기간 동안 악보 읽는 법과 편곡 기법을 익힐 수 있었다.
1921년, 스무 살이 된 암스트롱은 키드 오리의 밴드로 복귀한다. 편곡자 플레처 헨더슨의 권유로 1922년부터 뉴욕에서 연주 활동을 하면서 그는 최고의 코넷·트럼펫 연주자로 유명세를 떨쳤다. 폴 화이트먼·듀크 엘링턴을 포함한 모든 밴드의 리더들은 그의 음악을 가까이 두고자 했다. 암스트롱은 코넷·트럼펫 연주 외에도 자신이 개발한 특유의 기악적인 보컬과 스캣을 즐겼으며, 1925년에는 자신의 독립적인 활동을 위해 시카고로 향했다.
시카고에 정착한 루이 암스트롱은 그의 스승 킹 올리버에게서 벗어나 자신이 온전히 통제하는 소규모 밴드인 캄보밴드 핫 파이브와 핫 세븐을 결성한다. 여기에는 그의 두 번째 아내 릴 하딘 암스트롱이 참여했고, 조니 도즈와 키드 오리를 포함한 5~7명의 유동적인 구성원들로 이루어졌다. 레코딩을 통해 보다 진화된 음악적 개념의 재즈 연주를 도입한 이들은 새로운 바람을 불러일으켰다. 그들은 암스트롱의 순도 높은 즉흥 연주, 솔로를 포함한 매력적인 보컬, 창의적인 스캣을 전면에 내세우는 한편 리듬과 화성, 솔로·앙상블의 모든 개념을 가져왔다.
1925년 가수로 데뷔한 암스트롱은 1926년 피아니스트 얼 하인스를 만나 그와 함께 최고의 음악적 하모니를 형성했다. 종래의 재즈가 지니고 있던 관성을 탈피하고 보다 세련된 음악으로 재즈의 입지를 다지며 스윙의 묘미를 실천해보였다. 재즈가 감상의 영역으로 자리하는 한편, 대중적 지지를 누릴 수 있는 팝 뮤직으로 자리할 수 있게끔 기여한 루이 암스트롱의 공로를 인정하는 것은 당연한 평가였다.

### 1930년대

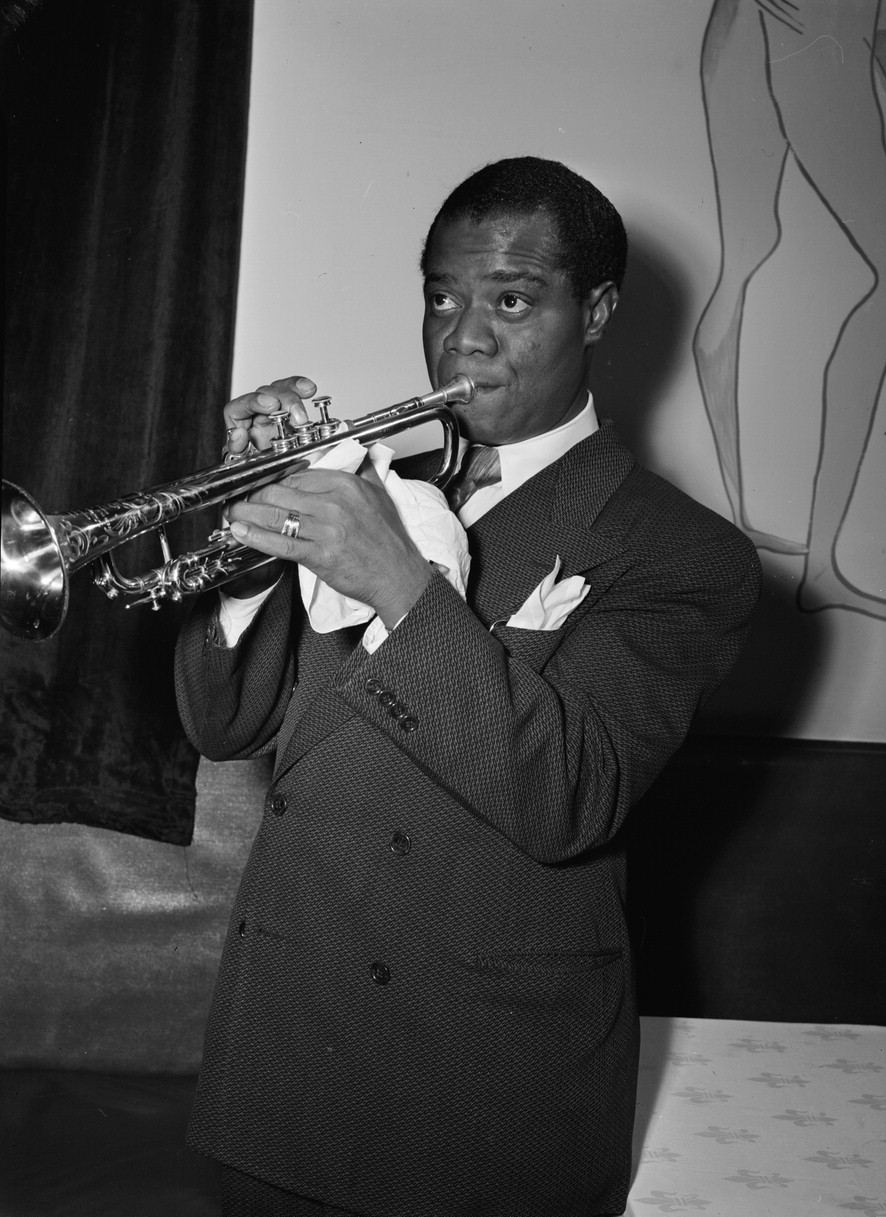
1938년과 1948년 사이의 암스트롱

1930년대 중·후반 스윙 재즈의 열풍으로 미국 전역이 들끓던 당시 루이 암스트롱은 베니 굿먼·글렌 밀러·듀크 엘링턴·카운티 베시와 함께 스윙 재즈의 전도사로 활약하고 있었다. 그는 마피아 알 카포네와도 친분이 있던 수완 좋은 매니저 조 글레이저와 계약하고, 공연·레코딩 활동 외에도 뮤지컬·영화의 배우로 출연했다. 무대 위에서 하얀 잇몸을 드러내고 웃으며 익살스런 농담을 던지고, 하얀 손수건으로 땀을 닦으며 연주·노래했던 연예인 루이 암스트롱에게 재즈는 좁은 공간이었다. 1932년 미국 다큐멘터리 영화 《A rhapsody in black and blue》로 영화 배우에 데뷔했다.

### 1940년대

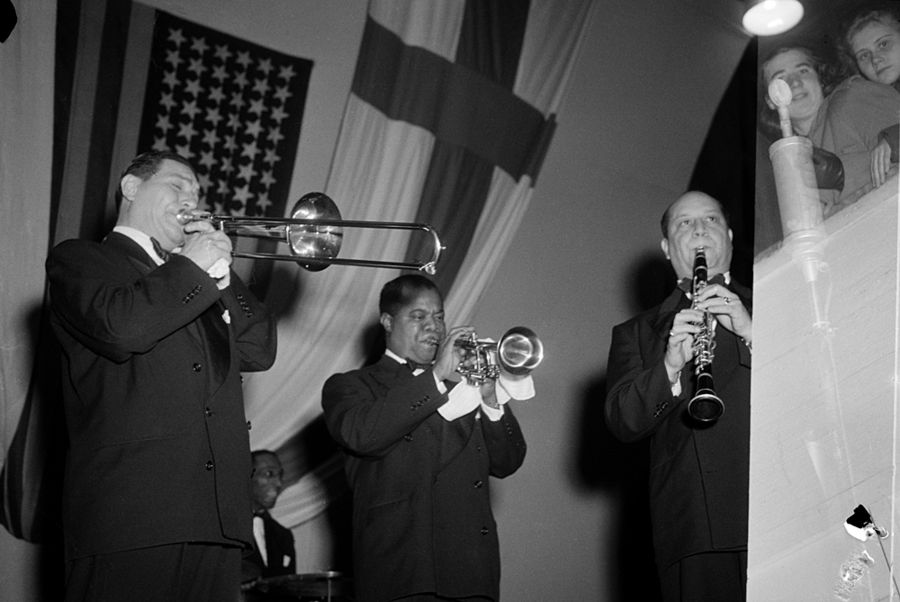
1949년 10월, 핀란드 헬싱키에서 잭 티가든(좌) 바니 비가드(우)와 함께 트럼펫을 연주하는 암스트롱

1940년대를 맞이하면서 스윙 재즈의 인기는 절정에 이르렀지만 한편으로는 찰리 파커를 위시한 예술지향주의자들에 의해 비밥 재즈의 혁명이 가열되고 있었고, 재즈는 암스트롱의 의도와 달리 아티스트 중심의 예술로 변화하고 있었다. 하지만 그는 재즈가 새로운 문명으로 이동하는 것을 개의치 않았다. 1947년 뉴욕 타운 홀에서의 성공적인 공연을 계기로 그는 자신의 이름을 내건 '루이 암스트롱과 올스타즈'라는 6중주단을 결성하고, 이들과 함께 미국 전역과 세계를 순회하는 사업에 전력을 다했다. 얼 하인스, 잭 티가든, 바니 비가드, 드 캐틀릿 등이 참여한 올스타즈는 멤버 교체를 거듭하며 암스트롱의 마지막 활동까지 함께 했던 동반자였다. 재즈가 비밥과 쿨 재즈, 하드 밥으로 변해가는 과정에서 암스트롱은 자신의 음악적 뿌리였던 블루스와 가스펠·재즈뿐 아니라 〈La Vie En Rose〉 〈Mack The Knife〉 같은 팝·뮤지컬·샹송 등으로 확장하고 있었다.

### 1950년대-1970년대
1954년 루이 암스트롱은 20여 년간의 장기 계약을 맺었던 데카와 프리랜서로 다양한 레코딩에 매진했다. 그중에서도 스트라이드 피아노의 대가 패츠 월러의 곡을 노래·연주했던 〈Satch Plays Fats〉와 재즈 보컬리스트 엘라 피츠제럴드와의 환상의 하모니를 자랑하는 〈Ella And Louis〉는 가장 빛나는 음악적 성과로 평가받는다. 백인 관객들 앞에서 보인 과장된 웃음과 제스처로 후배 재즈 뮤지션과 진지한 재즈 팬으로부터 “우스꽝스러운 엉클 톰”이라는 악평에 시달렸던 그는 1950년대 중반부터 흑인들의 인권에 대한 지지를 호소하거나 교육을 지원하기 위한 기부 활동에 열성을 보였다.

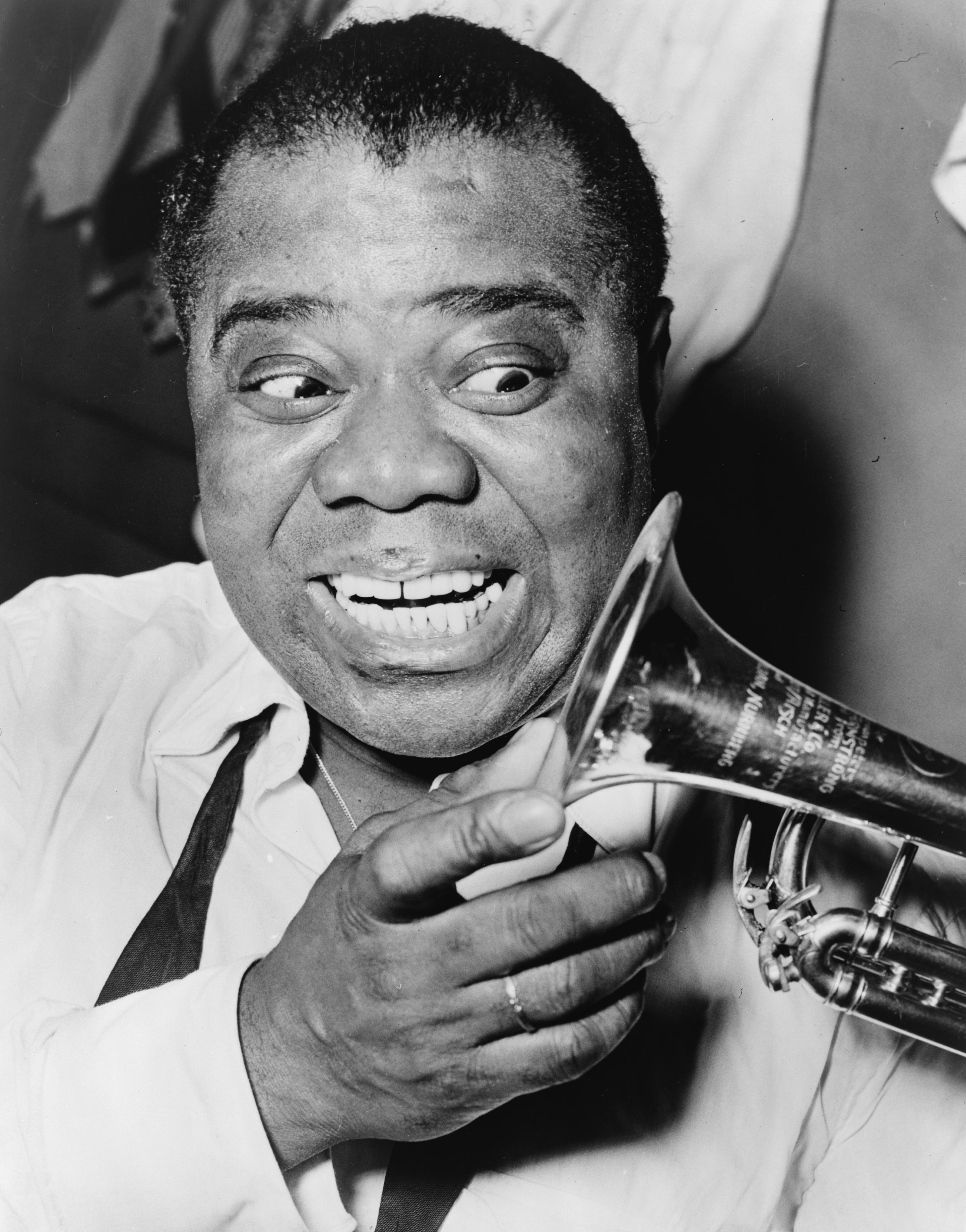
1953년의 루이 암스트롱

1961년 예순의 나이에 이른 루이 암스트롱에게 이 시간들은 새로운 전성기로 불려도 좋을 만큼 괄목할 만한 성과가 즐비했던 나날이었다. 1936년 미국 영화 《Pennies from heaven》에 주연을 맡았다. 1964년 〈Hello, Dolly!〉는 비틀즈의 〈Do You Want To Know A Secret〉을 제치고 빌보드 팝 차트의 정상을 누렸으며, 그해 그래미상의 최우수 남자 보컬을 수상하는 영예를 안았다. 1963년 4월 8일부터 22일까지 대한민국을 방문, 서울 워커힐 호텔에서 2주간 공연을 가졌다.
1956년 루이 암스트롱은 아프리카 가나 공화국 방문 당시 “나의 조상은 이곳에서 왔고, 나에게는 여전히 아프리카의 피가 흐르고 있습니다”라는 연설을 통해 자신의 뿌리와 피부색에 대한 자긍심을 내비친 바 있다. 1967년 싱글 앨범 〈What a Wonderful World〉를 통해 다시 한 번 대중들의 폭넓은 지지를 확인한 그는 1971년 〈We Have All The Time In The World〉를 마지막으로 무대를 내려왔다.

## 죽음
1971년 7월 6일, 뉴욕 롱아일랜드에 위치한 자택에서 71세의 나이로 생을 마감했다. 죽음의 원인은 심근 경색과 폐암이었다. 그의 죽음을 접한 소련의 시인 예브게니 옙투셴코는 한 편의 시를 헌화하며 “천사 가브리엘이여. 루이 암스트롱에게 트럼펫을 내려주세요”라는 구절로 그의 아름다운 삶과 음악을 표현했다. 이듬해 그래미 어워즈는 암스트롱에게 공로상을 수여하며 그의 빛나는 음악적 유산에 감사를 전했다.
그가 생전에 남겨둔 미공개 녹음의 보존을 위해 힐러리 여사가 12만 달러, 연방 정부에서 30만 달러를 지원하기도 했으며, 2000년 7월 뉴욕에는 암스트롱 기념관이 개관했다.

## 참고 자료
- 게리 기딘스 《루이 암스트롱》(황덕호 역, 포노, 2021). 한국어판. 《Satchmo: The Genius of Louis Armstrong》(1988, 2001)을 한국어로 옮긴 책.